# Bohorok

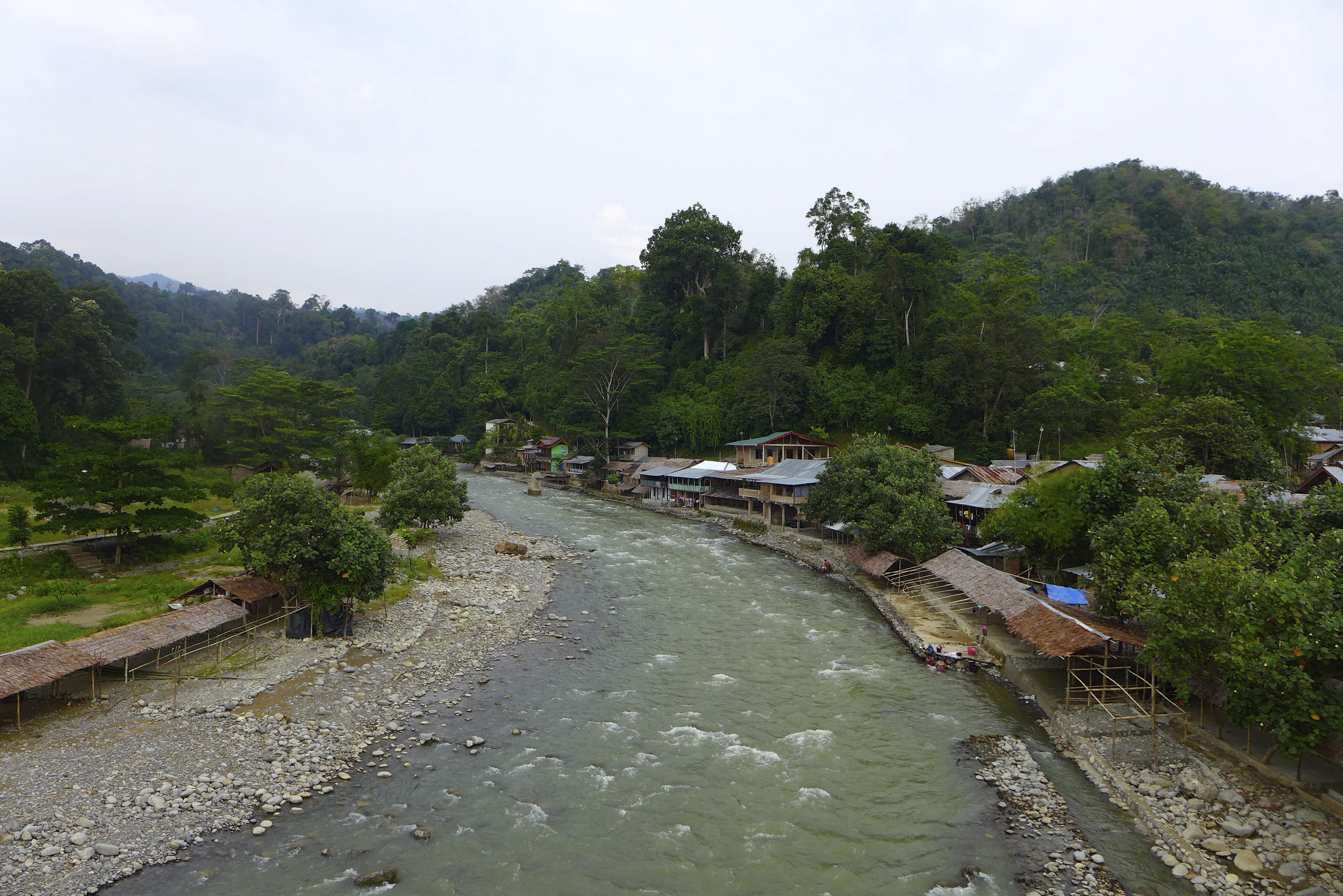
Bukit Lawang, village touristique le long du fleuve Bohorok

Bohorok est un district d'Indonésie dans le kabupaten de Langkat, dans la province de Sumatra du Nord.
C'est là que se trouve le PPLH (pusat pelatihan lingkungan hidup ou "centre de formation environnemental") de Bohorok, qui fait partie du parc national de Gunung Leuser.